# 순두부찌개

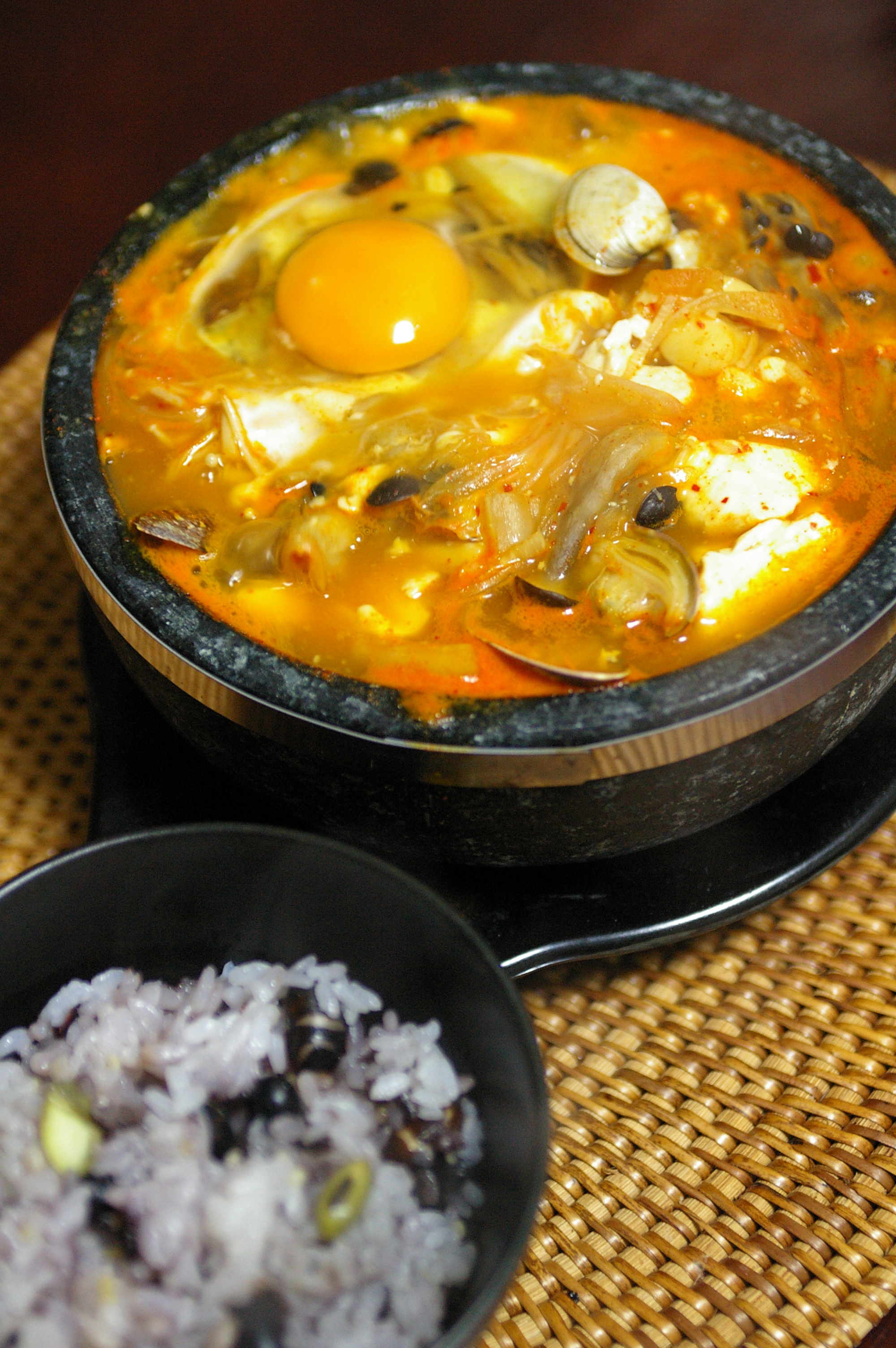
순두부찌개

순두부찌개는 순두부를 주재료로 한 한국 요리의 찌개이다. 부재료로는 조개, 육류, 두부, 파, 마늘, 고춧가루, 소금 등이 사용되는데, 때에 따라 달걀이나 버섯, 후춧가루, 고추기름 등을 넣기도 한다. 매운 음식을 싫어하는 사람들에게는 육수에 순두부와 달걀을 풀어 만든 순두부달걀 찌개도 있다. 부드럽고 맛이 좋아 어린이와 노인들에게 많은 사랑을 받는 음식이다.

## 역사
조선왕조 기록보관소에서 나온 기록들은 순두부찌개가 제공되고 있는 초기 형태를 보여준다. 일부 역사학자들은 조선 시대에는 두부 사용이 대중에게 퍼졌다고 추정한다.

## 같이 보기
- 된장찌개
- 김치찌개
- 부대찌개